# Kaapse wever
De Kaapse wever (Ploceus capensis) is een zangvogel uit de familie Ploceidae (wevers en verwanten).

## Verspreiding en leefgebied
Deze soort is endemisch in Zuid-Afrika en telt drie ondersoorten:
- Ploceus capensis rubricomus: noordoostelijk Zuid-Afrika.
- Ploceus capensis olivaceus: oostelijk Zuid-Afrika.
- Ploceus capensis capensis: westelijk en zuidelijk Zuid-Afrika.